# Johannes Zirner

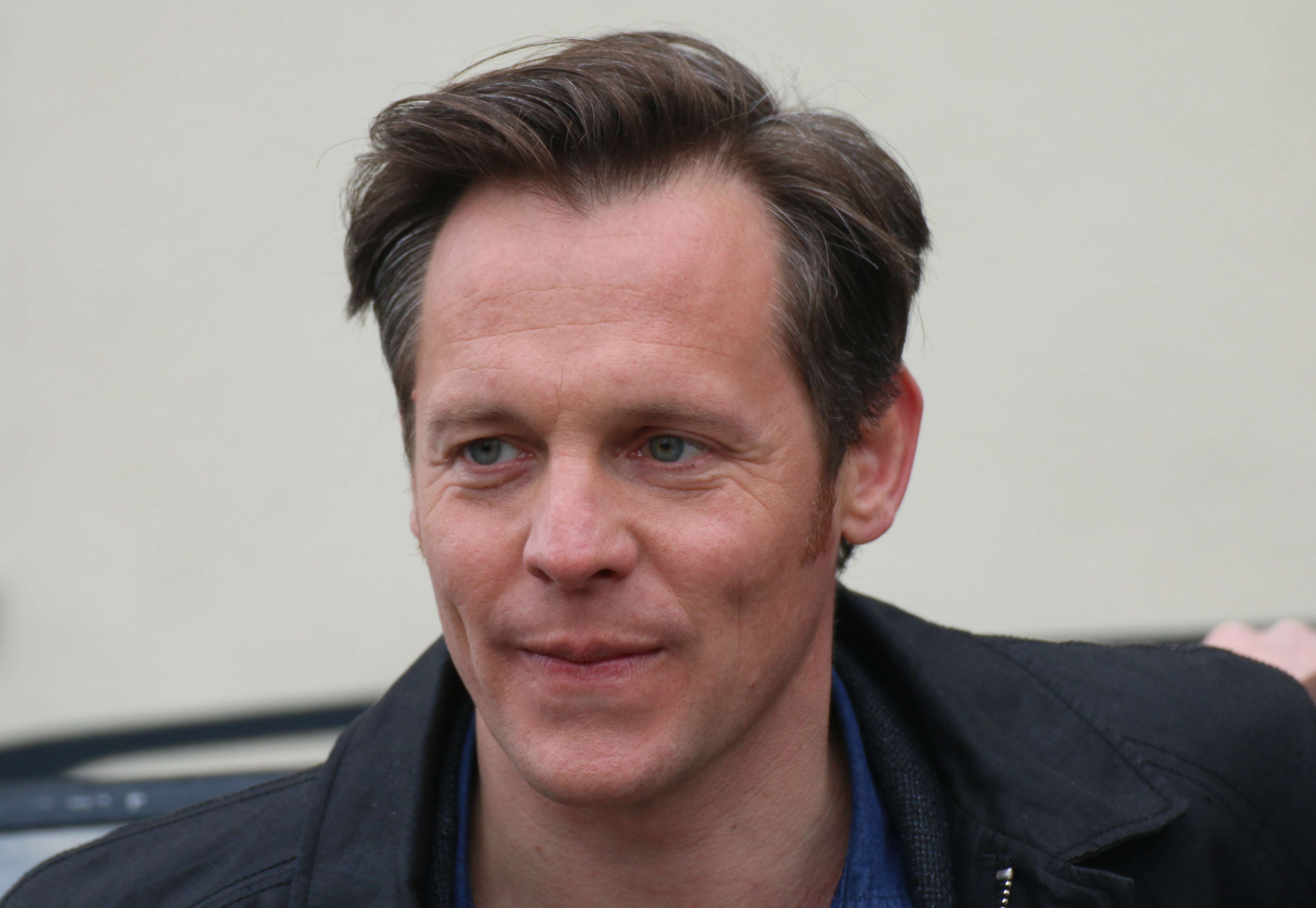
Johannes Zirner (2016)

Johannes Zirner (* 19. Juli 1979 in Herdecke) ist ein deutscher Schauspieler.

## Leben
Er ist Bruder von Leo und Ana Zirner. Ihre Eltern sind die Schauspieler Katalin Zsigmondy und August Zirner. Er absolvierte seine Ausbildung (Studiengänge Schauspiel und Schauspielregie) bei Klaus Maria Brandauer am Max-Reinhardt-Seminar in Wien. Sein erstes Engagement hatte er 2001 am Burgtheater Wien. 2003 spielte er in Andrea Breths Inszenierung von Arthur Schnitzlers Das weite Land bei den Salzburger Festspielen. Bis zur Spielzeit 2005/2006 war er am Schauspielhaus Bochum engagiert. Die Presse lobte ihn als eine „echte Entdeckung“ (Süddeutsche Zeitung) und als einen Schauspieler, der „wahr und dicht“ ist (WAZ). Seine Darstellung in Jon Fosses Todesvariationen beschrieb die Westfälische Allgemeine Zeitung als „bedrückende Hommage an James Dean“. Mit der Bochumer Inszenierung von Romeo und Julia (Regie: David Bösch) gibt Johannes Zirner Gastspiele in Hannover, Zürich und Winterthur.
Seit der Spielzeit 2005/2006 arbeitete er als freier Schauspieler und ist als Gast am Schauspielhaus Zürich engagiert. Im Januar 2006 war er in der Komödie am Kurfürstendamm als Algernon Montcrieff in Oscar Wildes Theaterstück Ernst – und seine tiefere Bedeutung zu sehen. Sein Theaterprojekt Die Reifeprüfung im Admiralspalast Berlin an der Seite von Iris Berben wurde wegen der nicht rechtzeitig abgeschlossenen Renovierung des Theaters abgesagt. Seit der Spielzeit 2019/20 ist Johannes Zirner festes Ensemblemitglied am Burgtheater Wien.
Zuletzt drehte Zirner neue Folgen der RTL-Serie Arme Millionäre in Berlin ab. In Bernd Fischerauers Heimatdrama Gipfelsturm spielt er die Hauptrolle des Tirolers Josef Naus, der 1820 als erster offiziell die Zugspitze bestieg. Der Fernsehfilm wurde von Juli bis August 2006 in Tirol und Bayern gedreht.
2001 spielte er in den Fernsehfilmen Julia – Eine ungewöhnliche Frau (Regie: Holger Barthel) und Kommissar Rex (Regie: Hajo Gies). 2004 folgte eine erste Hauptrolle in dem mehrteiligen Fernsehfilm Die Kirschenkönigin für das ZDF (Siegfried, Regie: Rainer Kaufmann). Hier spielte er an der Seite von Jürgen Vogel und Johanna Wokalek. Anfang 2005 war er in dem Dokudrama  Die letzte Schlacht im ZDF zu sehen (Boldt, Regie: Hans-Christoph Blumenberg). Außerdem stand er 2005 für Mozart – Ich hätte München Ehre gemacht (Graf Collredo, Regie: Bernd Fischerauer) und für die Serie Der Elefant – Mord verjährt nie (Regie: Lars Kraume) vor der Kamera. An Kinoarbeiten ist neben dem Kurzfilm Nichts über Tim und Pola (Tim, Filmakademie) Napola (Torben Send, 2004, Regie: Dennis Gansel) zu nennen.
Für seine Rolle in Die Kirschenkönigin war er in der Kategorie Bester Jugendlicher Schauspieler in einem Fernsehfilm für den Undine Award 2005 nominiert.
Johannes Zirner lebt in Berlin.

## Fernsehrollen (Auswahl)
- 2004: Die Kirschenkönigin
- 2005: Die letzte Schlacht
- 2005: Der Elefant – Mord verjährt nie (Fernsehserie, Folge Das Geheimnis der „MS Katharina“)
- 2006: Arme Millionäre
- 2007: Gipfelsturm
- 2007: Tarragona – Ein Paradies in Flammen
- 2007: Kommissar Stolberg – Gekauftes Glück
- 2009: Hitler vor Gericht
- 2009: Geld.Macht.Liebe
- 2009: Die Bremer Stadtmusikanten
- 2009: So ein Schlamassel
- 2010: Katie Fforde: Eine Liebe in den Highlands
- 2010: Utta Danella: Eine Nonne zum Verlieben
- 2010: Rosamunde Pilcher: Vier Frauen – Virginias Geheimnis
- 2011: Wilde Wellen – Nichts bleibt verborgen
- 2011: Konterrevolution – Der Kapp-Lüttwitz-Putsch 1920
- 2012: Tatort – Tödliche Häppchen
- 2012: Konrad Adenauer – Stunden der Entscheidung
- 2012: Der Cop und der Snob
- 2013: Katie Forde: Eine teure Affäre
- 2013: Und morgen Mittag bin ich tot
- 2014: Die Detektive
- 2016: Unter anderen Umständen: Tod eines Stalkers
- 2016: Wolfsland: Ewig Dein (Fernsehreihe)
- 2016: Wolfsland: Tief im Wald
- 2017: Herzkino: Ein Sommer im Allgäu
- 2018: Venus im vierten Haus
- 2018: Unter Verdacht – Verschlusssache
- 2018: Bettys Diagnose – Verletzte Gefühle
- 2018: Wolfsland: Irrlichter
- 2018: Wolfsland: Der steinerne Gast
- 2018: Stralsund: Waffenbrüder (Fernsehreihe)
- 2019: Stralsund: Schattenlinien (Fernsehreihe)
- 2019: Helen Dorn: Nach dem Sturm
- 2019: Toni, männlich, Hebamme – Allein unter Frauen
- 2019: Ottilie von Faber-Castell – Eine mutige Frau
- 2019: Wolfsland: Heimsuchung
- 2019: Stralsund: Doppelkopf (Fernsehreihe)
- 2020: Stralsund: Blutlinien (Fernsehreihe)
- 2022: Sachertorte
- 2022: Stralsund: Die rote Linie (Fernsehreihe)
- 2024: Die Toten von Salzburg – Süßes Gift (Fernsehreihe)
- 2024: Blind ermittelt – Tod im Palais (Der Wien-Krimi: Blind ermittelt – Totenreich)
- 2024: Vienna Blood – Mephisto (Fernsehreihe)
- 2025: Die Nichte des Polizisten (Fernsehfilm)

## Theaterrollen

### Schauspielhaus Zürich
- Romeo und Julia (Romeo, Regie: David Bösch)
- Todesvariationen (Der Freund, Regie: Matthias Hartmann)

### Komödie am Kurfürstendamm
- Ernst und seine tiefere Bedeutung (Algernon Montcrieff, Regie: Katharina Thalbach)